# رمانتیسم عماد و طوبا
رمانتیسم عماد و طوبا فیلمی ایرانی به کارگردانی و نویسندگی کاوه صباغ‌زاده محصول سال ۱۳۹۸ است. تهیه‌کنندگی این فیلم بر عهده مهدی صباغ‌زاده بوده و الناز حبیبی و علی انصاریان از بازیگران آن هستند. این فیلم در سی و نهمین دوره جشنواره فیلم فجر در بهمن ۱۳۹۹ حضور داشت و در دو بخش بهترین موسیقی متن و بهترین بازیگر زن (حبیبی) نامزد شد.

## خلاصه داستان
وقتی سرنوشت برای اولین بار عماد و طوبا را روبه‌روی هم قرار داد، هر دو خوب می‌دانستند که عشق بیشتر یک مهارت است تا هیجان و تپش قلب و خارش پوست.

## جشنواره‌ها
| بخش                      | نامزد       | نتیجه    | جایزه        |
| ------------------------ | ----------- | -------- | ------------ |
| بهترین بازیگر نقش اول زن | الناز حبیبی | نامزدشده | سیمرغ بلورین |
| بهترین موسیقی متن        | پیام آزادی  | نامزدشده | سیمرغ بلورین |